# メソポタミヤの殺人
『メソポタミヤの殺人』（メソポタミヤのさつじん、原題：Murder in Mesopotamia）は、イギリスの小説家アガサ・クリスティが1936年に発表した長編推理小説であり、探偵エルキュール・ポアロが登場するシリーズの作品のひとつであるとともに、中近東シリーズの長編第1作である。創元推理文庫から『殺人は癖になる』のタイトルで出版されている。

## あらすじ
看護婦のエイミー・レザランは、イラクのアッシリア遺跡の調査隊を率いるライドナー博士から、妻ルイーズの付き添いを頼まれる。ルイーズは神経症で誰かに殺されると怯えていたのであった。レザランはルイーズから、死んだはずの前夫フレデリック・ボスナーから脅迫状が届いたことを打ち明けられる。
フレデリックはスパイ行為をルイーズに通報されたことで逮捕され、脱走後、列車の転覆事故に巻き込まれ死亡したことになっていた。それ以来、ルイーズがほかの男と親しくなると、フレデリックの名前で脅迫状が届くようになったが、ライドナー博士と知り合って結婚するまでは、脅迫状は来なかった。ところが結婚してしばらくするとまた脅迫状が届くようになっていた。
ルイーズが自室で殴殺されているのが発見される。室内の窓は内側から鍵がかかっており、ドアの前で発掘された土器を洗っていた現地人の少年が、部屋には誰も出入りしなかったと証言する。ただし、少年は屋上にいたライドナー博士に呼ばれて10分間ほどその場を離れていた。その後の調査の結果、外部の人間が侵入することは不可能であったことから、犯人は調査隊員の中にいると判断された。折しも、シリアからバグダッドに向けて旅行中であったエルキュール・ポアロは、現地の警察署長から事件の調査を依頼される。
ライドナーの同僚アン・ジョンソンは叫び声を聞いたと言うが、確信が持てない。医師ライリーの娘シーラは、被害者があらゆる男性から注目されており、特にライドナーの旧友リチャード・ケアリーの興味を惹いていたと話す。ポアロは、ルイーズが看護婦レザランに語った最初の夫の話に興味を持ち、ボスナー、あるいは彼の弟ウィリアム（おそらくまだ生きているが、所在不明）が、チームの中にいるのではないかと考える。碑文学者のラヴィニ神父と麻薬中毒の歴史家ジョーゼフ・マーカドの2人は、フレデリックにふさわしい年齢だ。さらに、発掘助手のビル・コールマンとディヴィッド・エモット、写真家のカール・ライターという3人の若い男もウィリアムにふさわしい年齢だ。特にライターはドイツ系アメリカ人の先祖を持ち、内気で不器用なためルイーズに苦しめられていた。しかし彼にはアリバイがあるようだ。ポアロは、ルイーズが受け取った手紙が明らかに自筆であることにも興味をそそられる。
ルイーズの葬儀の後、レザランは施設の屋上でジョンソンと会う。ジョンソンは、何者かが人知れず侵入した方法を知っていると主張するが、それ以上詳しくは語らない。その夜、ジョンソンは塩酸を飲んでしまう。レザランはジョンソンに付き添い、彼女が死ぬ前に「窓」と口にするのを聞く。レザランはジョンソンが自殺したとは考えず、水と塩酸がすり替えられたことについて言っていたのではないかと考える。ポアロは1日かけて電報を送った後に皆を集め、二人の女性を殺害した犯人はライドナーであると言う。本物のライドナーは15年前の列車事故で死亡していたが、ボスナーが彼の遺体を見て顔が見分けられないほど損傷していたことから、当局から逃れるために身分をすり替えたのだった。
身を隠しつつもルイーズへの想いを持ち続けていた彼は、彼女が他の男と関係を持つのを阻止するために彼女に手紙を送り、筆跡はあとで警察が不信感を抱くように彼女の筆跡を真似ていた。その後ライドナーのままルイーズとの結婚を果たしたが、最近になってルイーズがケアリーに惹かれるようになると、彼女を渡さないために殺害を決意した。殺人の当日、屋上にいたライドナーは、前の晩に彼女を脅すのに使ったマスクで彼女を窓際に誘い出し、彼女が顔を出した上に紐で結んだ石臼を落とし、再び屋上に引き上げた。その後彼女の様子を確認するふりをして寝室に入ると窓を閉め、死体とその下の敷物を後に発見された場所まで移動させた。そしてアリバイの一部としてレザランを使い、自分への疑いをそらした。ジョンソンを殺したのは、ルイーズがどのように殺されたかに気づき始めていたからである。
ポアロの調査の余波で、ラヴィニ神父の正体が盗品商のラウール・メニエであることが判明する。ラヴィニはライドナーに書面で紹介されただけだったので、メニエは彼になりすまして発掘現場に入り込んで発掘された美術品を盗み、偽造品にすり替えていた。ポアロが電報で知らせたおかげで、メニエとその仲間のアリ・ユスフはベイルートで逮捕される。シーラはディヴィッド・エモットと結婚し、レザランはイギリスに帰国する。

## 登場人物
- エルキュール・ポアロ - 探偵
- エイミー・レザラン - 看護師、物語の語り手
- エリック・ライドナー - 考古学者
- ルイーズ・ライドナー - エリックの妻
- レイリー先生 - 外科医
- シェイラ・レイリー - レイリーの娘
- アブダラ - 土器洗いの少年
- マリー・マーカド - ジョーゼフの妻
- メイトランド - 警察署長

### 遺跡調査隊員
- リチャード・ケアリー
- ディヴィッド・エモット
- カール・ライター
- ラヴィニ神父
- アン・ジョンソン
- ジョーゼフ・マーカド

## 出版
| 題名                            | 出版社     | 文庫名                             | 訳者     | 巻末          | カバーデザイン                                 | 初版年月日                       | ページ数 | ISBN              | 備考 |
| ------------------------------- | ---------- | ---------------------------------- | -------- | ------------- | ---------------------------------------------- | -------------------------------- | -------- | ----------------- | ---- |
| メソポタミヤの殺人              | 早川書房   | ハヤカワ・ポケット・ミステリ298    | 高橋豊   |               |                                                | 1957年                           | 254      |                   | 絶版 |
| メソポタミヤの殺人              | 早川書房   | ハヤカワ・ミステリ文庫1-5          | 高橋豊   | 解説 数藤康雄 | 真鍋博                                         | 1976年                           | 367      | 4-15-070005-2     | 絶版 |
| メソポタミア殺人事件            | 新潮社     | 新潮文庫ク-3-11                    | 蕗沢忠枝 | 解説 蕗沢忠枝 | 野中昇                                         | 1986年1月                        | 373      | 4-10-213512-X     | 絶版 |
| メソポタミヤの殺人              | 早川書房   | クリスティー文庫12                 | 石田善彦 | 解説 春日直樹 | Hayakawa Design                                | 2003年12月12日                   | 419      | 4-15-130012-0     | 絶版 |
| メソポタミヤの殺人              | 早川書房   | クリスティー・ジュニア・ミステリ 3 | 田村義進 |               | イラスト:横田美晴                              | 2008年1月9日                     | 326      | 978-4-15-208886-4 |      |
| 殺人は癖になる                  | 東京創元社 | 創元推理文庫                       | 厚木淳   | 訳者あとがき  | ひらいたかこ ほか                              | 1978年5月12日 改版2000年11月14日 | 370      | 4-488-10540-8     |      |
| 名探偵ポアロ メソポタミヤの殺人 | 早川書房   | ハヤカワ・ジュニア・ミステリ 3     | 田村義進 |               | イラスト:二階堂 彩、 イラスト編集:サイドランチ | 2020年4月25日                    | 336      | 978-4-15-209923-5 |      |
| メソポタミヤの殺人〔新訳版〕    | 早川書房   | クリスティー文庫12                 | 田村義進 | 解説 春日直樹 | 早川書房デザイン室                             | 2020年7月16日                    | 416      | 978-4-15-131012-6 |      |

## 翻案作品

### ラジオドラマ
- BBC Radio 4で放送されている。

### テレビドラマ
名探偵ポワロ『メソポタミア殺人事件』
シーズン8 エピソード2（通算第49話）  イギリス2002年放送
内容はほとんど原作に沿っているが、原作には登場しないヘイスティングズが登場し、その他の一部登場人物に変更がある。
- エルキュール・ポワロ: デヴィッド・スーシェ
- アーサー・ヘイスティングズ: ヒュー・フレイザー
- ライドナー博士: ロン・バーグラス
- ルイーズ・ライドナー: バーバラ・バーンズ
- エイミー・レザラン: ジョージナ・サワビー
- ラヴィニ神父: クリストファー・ハンター
- リチャード・ケアリー: クリストファー・ボウウェン